# Olympic Laurel
Olympic Laurel é um prêmio concedido pelo Comitê Olímpico Internacional em homenagem daqueles que "promoveram grandes realizações na educação, cultura, desenvolvimento e na paz através do esporte". Foi oficialmente introduzido na Cerimônia de Abertura dos Jogos Olímpicos do Rio de Janeiro, em 2016, para implementar a Agenda Olímpica 2020, e será outorgado durante as cerimônias de abertura de cada Jogos Olímpicos posteriores.

## Premiados
| Ano  | Nome           | País   | Evento                            | Cidade         | País   |
| 2016 | Kipchoge Keino | Quénia | Cerimônia de Abertura da Rio 2016 | Rio de Janeiro | Brasil |